# NGC 2193
NGC 2193 is een open sterrenhoop in het sterrenbeeld Goudvis. Het hemelobject werd op 3 december 1834 ontdekt door de Britse astronoom John Herschel.

## Synoniemen
- ESO 86-SC57